# Niżniaja Kijma
Niżniaja Kijma (ros. Нижняя Кийма) – wieś (sieło) w Rosji, w obwodzie orenburskim, w rejonie adamowskim. W 2021 liczyła 230 mieszkańców.